# Nova Twins
Nova Twins (*Londýn, Anglie) je rockové duo skládající se ze zpěvačky a kytaristky íránsko-nigerijského původu, Amy Love, a baskytaristky jamajsko-australského původu, Georgie South.
Love a South jsou blízké přítelkyně už od dětství, které spolu hrály v několika kapelách. V roce 2014 spolu založili kapelu s názvem BRAATS a vydaly píseň „Bad Bitches“. Později téhož roku se přejmenovaly na Nova Twins a pod tímto názvem vydali v dubnu 2015 první píseň „Bassline Bitch“.
Jejich debutové album, Who Are the Girls?, vyšlo 28. února 2020.  Druhé album, Supernova, vyšlo 17. června 2022.

## Diskografie

### Studiová alba
- Who Are the Girls? (2020)
- Supernova (2022)

### EP
- Nova Twins EP (2016)
- Thelma and Louise EP (2017)
- Mood Swings EP (2017)

### Singly
- „Hit Girl“ (2018)
- „Mood Swings“ (2018)
- „Lose Your Head“ (2018)
- „Devil's Face“ (2019)
- „Vortex“ (2019)
- „Taxi“ (2020)
- „Play Fair“ (2020)
- „Antagonist“ (2021)
- „K.M.B.“ (2022)
- „Cleopatra“ (2022)
- „Puzzles“ (2022)
- „Choose Your Fighter“ (2022)